# Шахматный глобус
«Шахматный глобус» — еженедельный вестник шахматной информации ТАСС. Издавался с февраля 1988 года Объединённой редакцией спортивной информации ТАСС при содействии ЦШК СССР. Публикует оперативную иностранную шахматную информацию, партии различных соревнований, аналитические работы известных шахматных специалистов, обзоры зарубежных шахматных журналов, новости шахматной жизни СССР и так далее. В 1988 году вышло 48 номеров. Тираж — 2 тысячи экземпляров. 